# Brian Vandenbussche
Brian Vandenbussche (Blankenberge, 24 settembre 1981) è un ex calciatore belga, di ruolo portiere.

## Palmarès

### Competizioni nazionali
- Coppa dei Paesi Bassi: 1

Heerenveen: 2008-2009
- Campionato belga: 1

Gent: 2014-2015
- Supercoppa del Belgio: 1

Gent:  2015